# Chicha morada

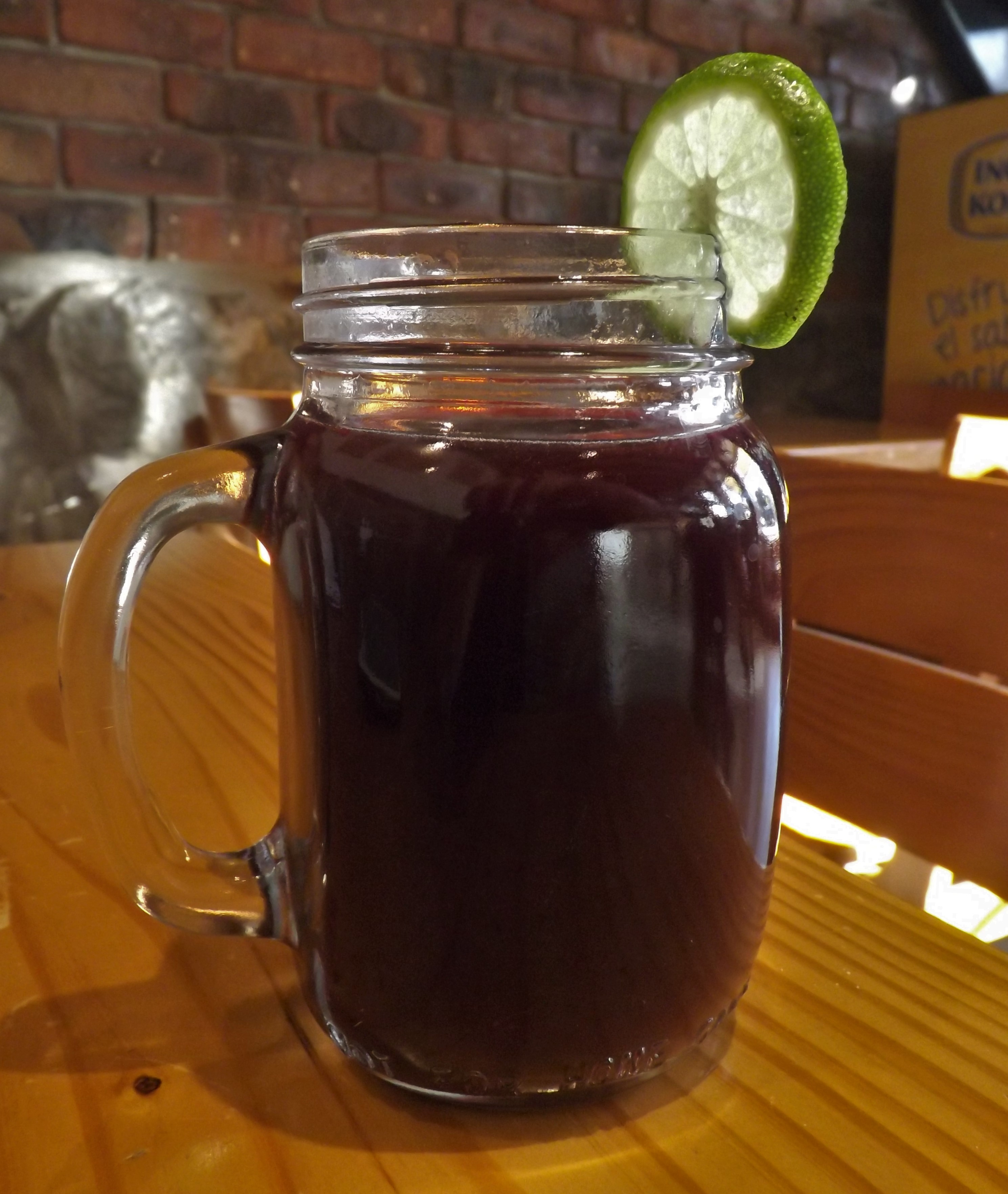
Chicha morada

Chicha morada ist ein typisches nichtalkoholisches Getränk aus Peru. Es wird auf Basis von Purpurmais (maíz morado) hergestellt.

## Ursprung und Verbreitung
Schon die Ureinwohner Perus vor der Inka-Zeit verwendeten den Purpurmais, wie Grabfunde und Tonobjekte belegen. Die heutige Zubereitungsform ist ein Ergebnis der kulinarischen Stilrichtungsmischung, die in Peru mit der Ankunft der Spanier und der afrikanischen Sklaven entstand. Der Name ist irreführend; chicha bezeichnet ein fermentiertes Getränk, Chicha morada wird aber keiner Fermentation unterzogen.
Die bolivianische Variante heißt Api, wird heiß angeboten und ist etwas dickflüssiger. Api ist außer in den (sub-)tropischen Gebieten im ganzen Land beliebt und wird üblicherweise nachmittags gemeinsam mit in Fett ausgebackenen Teigfladen (Sopaipilla) oder ähnlichem eingenommen.

## Zubereitung

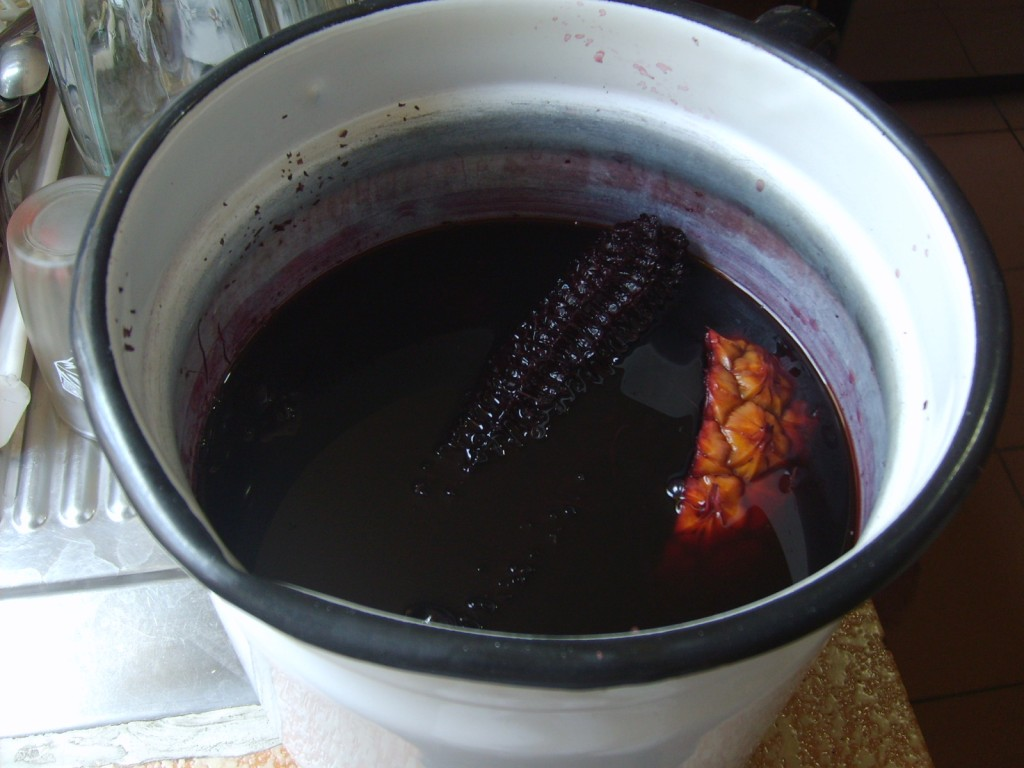
Zubereitung von Chicha morada

Der Purpurmais ist eine Sorte des gewöhnlichen Mais, die als Besonderheit eine starke dunkellila Färbung der ganzen Kolben aufzeichnet. Die Farbe stammt aus dem hohen Anteil an Anthocyanen. Der Purpurmais wächst vorwiegend in den Anden, da er besondere klimatische Bedingungen benötigt, um die charakteristische Lila-Färbung voll zu entwickeln. Die Maiskolben trocknen an der Pflanze und werden anschließend von den Lischblättern befreit und zur Vermarktung gebracht.
Traditionell wird der Purpurmais als Ganzes gewaschen und dann in Wasser zusammen mit Ananas- und Quittenschalen, Apfelwürfeln, Zimt und Gewürznelken gekocht, bis die Maiskörner aufgeweicht sind und die Flüssigkeit eine dunkellila Farbe angenommen hat. Nach der Zugabe von Zucker lässt man die Mischung erkalten und dabei ziehen. Die Flüssigkeit wird abgesiebt, mit Rohrzucker und Zitronensaft abgeschmeckt und kalt serviert.
Eine traditionell zubereitete Chicha morada ist geschmacklich deutlich zu unterscheiden von synthetischen Getränkezubereitungen, die sich auf dem Markt ebenfalls als „chicha morada“ präsentieren, aber als geschmackstragenden Inhaltsstoff synthetische Aromen zusammen mit Lebensmittelfarbstoffen beinhalten. Auf dem Markt wird Chicha morada sowohl in Flaschen (mit einem hohen Anteil an Kristallzucker und gegebenenfalls Konservierungs- und Aromastoffen) als auch in Filterbeuteln (frei von Zucker, Konservierungs- und Aromastoffen) angeboten. Letztere müssen zwar aufgekocht werden, aber in Unterschied zur traditionellen Zubereitung benötigen sie nur einige Minuten statt fast eine Stunde Kochzeit und bieten mehr Flexibilität in der Zubereitungsform an.
Das Getränk wird mitunter durch Fermentierung oder durch Zugabe von Pisco in eine alkoholhaltige Variante umgewandelt.

## Zugeschriebene Eigenschaften

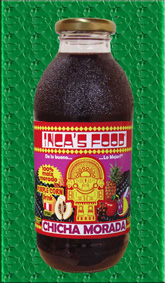
Industriell hergestellte Chicha morada

Der Chicha morada wird im Volksmund eine blutdrucksenkende Wirkung zugeschrieben, was im Rahmen von klinischen Studien bisher nicht nachgewiesen wurde.
Gegenstand der Forschung ist auch der hohe Anteil an Antioxidantien. Forscher der Universität Nagoya in Japan entdeckten bei Ratten positive Auswirkungen bei der Hemmung der Entstehung von Enddarmkrebs sowie beim antioxidativen Schutz der Leber. Forscher der Ohio State University experimentierten mit menschlichen Krebszellenkulturen unter Zugabe verschiedenen Anthocyanen. Dadurch stellt sich die Anthocyane des Lila-Mais als die stärkste aller untersuchten Substanzen, nicht nur bei der Wachstumshemmung von Krebszellen, sondern sogar bei deren Zerstörung.